# Arenzano vasútállomás
Stazione di Arenzano vasútállomás Olaszországban, Arenzano településen. Az 1968-ban átadott állomás a régebbi, 1868-ban elkészült vasútállomás helyét vette át.

## Vasútvonalak
Az állomást az alábbi vasútvonalak érintik:
- Genova–Ventimiglia-vasútvonal

## Kapcsolódó állomások
A vasútállomáshoz az alábbi állomások vannak a legközelebb:
- Stazione di Cogoleto
- Stazione di Genova Vesima